# CST11
CST11‏ (Cystatin 11) هوَ بروتين يُشَفر بواسطة جين CST11 في الإنسان.